# Mistrovství světa v boxu 1995
VIII. mistrovství světa v boxu proběhlo v Berlíně, Německo ve dnech 6. až 14. května 1995. Organizátorem turnaje mistrovství světa byla Association Internationale de Boxe Amateur (AIBA).

## Česká a slovenská stopa
Příprava reprezentace na mistrovství světa probíhala v Brně, na Zadově a dolaďování formy s užším výběrem reprezentace v Ústí nad Labem pod vedením Svatopluka Žáčka. V závěrečné nominaci bylo 6 boxerů. Nominační komise nakonec vyřadila brněnského Antonína Chytila.
Šéftrenér české reprezentace: Svatopluk Žáček,  trenér reprezentace: Miroslav Kubánek, fyzioterapeut: Jiří Madar
Na mistrovství světa startovali za Česko 4 boxeři:
- −51 kg: Gabriel Hencz (* 1968) z SKP Sever Ústí nad Labem
- −57 kg: Konštantín Flachbart (* 1972) z SKP Sever Ústí nad Labem
- −60 kg: Tibor Rafael (* 1970) z SKP Sever Ústí nad Labem – konflikt s trenérem ohledně shazování hmotnosti a osobní problémy (rozvodové řízení)[2]
- −71 kg: Pavol Polakovič (* 1974) z ASO Dukla Olomouc
- −75 kg: Ľudovít Plachetka (* 1971) z SKP Kometa Brno – krátce před odjezdem se zranil na ruce[3]
- −91 kg: Jan Bezvoda (* 1974) z SKP Kometa Brno

Vedoucí slovenské výpravy: Pavol Just, šéftrenér slovenské reprezentace: Elenko Savov
Na mistrovství světa startovalo za Slovensko 5 boxerů:
- −48 kg: Peter Baláž (* 1974) z ŠKB Dubnica nad Váhom
- −54 kg: Gabriel Križan (* 1976) z ŠKP Bratislava
- −57 kg: Stanislav Vagaský (* 1974) z ŠKP Bratislava
- −75 kg: Erik Brunai (* 1975) z ŠKB Dubnica nad Váhom
- −81 kg: Roman Márnota (* 1972) z ŠKP Bratislava

## Výsledky
| Muži     | Zlato                     | Stříbro                   | Bronz                         | Bronz                   |
| -------- | ------------------------- | ------------------------- | ----------------------------- | ----------------------- |
| –48 kg   | Daniel Petrov (BUL)       | Bernard Inom (FRA)        | Juan Ramirez (CUB)            | Hamíd Birhalí (MAR)     |
| –51 kg   | Zoltán Lunca (GER)        | Bolat Džumadilov (KAZ)    | Raúl González (CUB)           | Joni Turunen (FIN)      |
| –54 kg   | Raimkul Malachbekov (RUS) | Robert Ciba (POL)         | Dirk Krüger (GER)             | Artur Mikaeljan (ARM)   |
| –57 kg   | Serafim Todorov (BUL)     | Nuraddín Madžhúd (ALG)    | Falk Huste (GER)              | Vidas Bičiulaitis (LTU) |
| –60 kg   | Leonard Doroftei (ROU)    | Bruno Wartelle (FRA)      | Pablo Rojas (CUB)             | Marco Rudolph (GER)     |
| –63,5 kg | Héctor Vinent (CUB)       | Nurhan Süleymanoğlu (TUR) | Oktay Urkal (GER)             | Radoslav Suslekov (BUL) |
| –67 kg   | Juan Hernández (CUB)      | Oleg Saitov (RUS)         | Vitalijus Karpačiauskas (LTU) | Andreas Otto (GER)      |
| –71 kg   | Francisc Vaștag (ROU)     | Alfredo Duvergel (CUB)    | Slaviša Popović (YUG)         | Markus Beyer (GER)      |
| –75 kg   | Ariel Hernández (CUB)     | Tomasz Borowski (POL)     | Dilshod Yorbekov (UZB)        | Mohamed Misbahí (MAR)   |
| –81 kg   | Antonio Tarver (USA)      | Dihosvany Vega (CUB)      | Vasilij Žirov (KAZ)           | Thomas Ulrich (GER)     |
| –91 kg   | Félix Savón (CUB)         | Luan Krasniqi (GER)       | Christophe Mendy (FRA)        | Sinan Şamil Sam (TUR)   |
| +91 kg   | Alexej Lezin (RUS)        | Vitalij Klyčko (UKR)      | René Monse (GER)              | Lawrence Clay-Bey (USA) |

## Medailová bilance
V boxu se rozdělilo celkem 12 sad medailí.
| Pořadí | Stát                               |       | Muži    | Muži  | Muži | Celkem |
| Pořadí | Stát                               | Zlato | Stříbro | Bronz |      | Celkem |
| ------ | ---------------------------------- | ----- | ------- | ----- | ---- | ------ |
| 1.     | Kuba (CUB)                         |       | 4       | 2     | 3    | 9      |
| 2.     | Rusko (RUS)                        |       | 2       | 1     | 0    | 3      |
| 3.     | Bulharsko (BUL)                    |       | 2       | 0     | 1    | 3      |
| 4.     | Rumunsko (ROU)                     |       | 2       | 0     | 0    | 2      |
| 5.     | Německo (GER)                      |       | 1       | 1     | 8    | 10     |
| 6.     | USA (USA)                          |       | 1       | 0     | 1    | 2      |
| 7.     | Francie (FRA)                      |       | 0       | 2     | 1    | 3      |
| 8.     | Polsko (POL)                       |       | 0       | 1     | 0    | 1      |
| 9.     | Kazachstán (KAZ)                   |       | 0       | 1     | 1    | 2      |
| 9.     | Turecko (TUR)                      |       | 0       | 1     | 1    | 2      |
| 11.    | Alžírsko (ALG)                     |       | 0       | 1     | 0    | 1      |
| 11.    | Ukrajina (UKR)                     |       | 0       | 1     | 0    | 1      |
| 13.    | Maroko (MAR)                       |       | 0       | 0     | 2    | 2      |
| 13.    | Uzbekistán (UZB)                   |       | 0       | 0     | 2    | 2      |
| 14.    | Arménie (ARM)                      |       | 0       | 0     | 1    | 1      |
| 14.    | Finsko (FIN)                       |       | 0       | 0     | 1    | 1      |
| 14.    | Litva (LTU)                        |       | 0       | 0     | 1    | 1      |
| 14.    | Svazová republika Jugoslávie (YUG) |       | 0       | 0     | 1    | 1      |
| Celkem | Celkem                             |       | 12      | 12    | 24   | 48     |